# Klaus Iohannis
Klaus Werner Iohannis, romunski politik in fizik, * 13. junij 1959, Sibiu.
Iohannis je romunski politik, fizik in nekdanji učitelj. Med letoma 2014 in 2025 je bil v dveh mandatih predsednik Romunije. Leta 2014 je postal predsednik Nacionalne liberalne stranke (PNL), med letoma 2002 in 2013 pa je bil vodja Demokratičnega foruma Nemcev v Romuniji (FDGR/DFDR). Preden je vstopil v nacionalno politiko, je bil Iohannis učitelj fizike v svojem rodnem mestu Sibiu (nem. Hermannstadt).
Iohannis, ki je ideološko konservativec, je prvi romunski predsednik, ki pripada etnični manjšini, saj je transilvanski Saksonec, del romunske nemške manjšine, ki se je v Transilvaniji naselila v začetku 12. stoletja (kot del procesa Ostsiedlung, ki je potekal v visokem srednjem veku).

## Mladost
Klaus Iohannis, rojen v zgodovinskem središču mesta Sibiu (nemško: Hermannstadt), v transilvanski saški družini, je najstarejši otrok Gustava Heinza in Susanne Johannis. Ima mlajšo sestro Kristo Johannis (rojeno 1964). Njegov oče je delal kot tehnik v podjetju, mati pa je bila medicinska sestra. Oba njegova starša in njegova sestra so se leta 1992 iz rodnega Sibiua izselili v Würzburg na Bavarskem v Nemčiji in tam pridobili državljanstvo v skladu s pravico do vrnitve, ki jo je podelila nemška zakonodaja o državljanstvu, po padcu železne zavese pa jo je sprejela večina transilvanskih Saksoncev. Klaus se je kljub temu odločil živeti in delati v Romuniji. Od leta 2014 njegovi starši, sestra in nečakinja živijo v Würzburgu.
Iohannis je dejal, da se je njegova družina naselila v Transilvaniji v današnji Romuniji pred 850 leti. Po diplomi na Fakulteti za fiziko Univerze Babeș-Bolyai (UBB) v Cluj-Napoci leta 1983 je Iohannis delal kot srednješolski učitelj fizike na različnih šolah in visokih šolah v Sibiuu, med drugim od leta 1989 do 1997 na Državni fakulteti Samuel von Brukenthal v Sibiuu, najstarejši nemško govoreči šoli v Romuniji. Od leta 1997 do 1999 je bil namestnik splošnega šolskega inšpektorja okraja Sibiu, od leta 1999 do izvolitve za župana leta 2000 pa je bil generalni šolski inšpektor, vodja javnih šol v okraju.

## Politika
Kljub temu, da je nemško govoreča skupnost v Sibiu skozi leta močno upadla, je bil Iohannis leta 2000 izvoljen za župana mesta, ponovno pa leta 2004, 2008 in 2012. Sočasno je vodil Demokratski forum Nemcev v Romuniji. Mesto je pod njegovim vodenjem doživeli urbani in kulturni razcvet, ki ga je leta 2007 kronal naziv Evropske prestolnice kulture.
Leta 2009 so ga štiri od petih parlamentarnih strank predlagale za novega mandatarja romunske vlade. Predsednik države Băsescu, ki je bil istočasno predsednik edine stranke, ki ga ni podprla, njegovega imenovanja na mesto premierja ni sprejel. Ponovno je poskusil na volitvah naslednje leto, s podporo socialdemokratske ter Nacionalne liberalne stranke. Februarja 2013 se je priključil Nacionalni liberalni stranki, kjer je prevzel podpredsedniško, naslednje leto pa še predsedniško mesto.

### Predsednik Romunije
Prvič je možno udeležbo na predsedniških volitvah omenil leta 2009. Pri tem ga je podprl tudi njekdanji premier Călin Popescu-Tăriceanu. V predsedniško bitko se je podal leta 2014, kot kandidat dveh desnih strank PNL in PDL. V prvem krogu je s 30,37 % glasov zasedel drugo mesto (za Victorjem Pontom), ki pa ga je v drugem krogu premagal 54,43 % glasov in postal 5. predsednik Romunije. Položaj je uradno zasedel 21. decembra istega leta.
Za kandidaturo se je odločil tudi na predsedniških volitvah 2019. Kot najresnejša nasprotnica se je izkazala kandidatka socialdemokratov, nekdanja premierka Viorica Dăncilă, ki se je skupaj z Iohannisom prebila v drugi krog. 24. novembra 2019 jo je premagal s 63.10 % glasov.
12. marca 2024 je Iohannis napovedal svojo kandidaturo za mesto generalnega sekretarja zveze NATO, pri čemer je obljubil "obnovo perspektive" za zavezništvo in navedel, da Romunija globoko razume položaj, ki ga je ustvarila ruska invazija na Ukrajino. Iohannis je 20. junija 2024 umaknil svojo kandidaturo.
Po razveljavitvi romunskih predsedniških volitev leta 2024 je ustavno sodišče Iohannisu dovolilo, da ostane na mestu predsednika, do izvolitve novega predsednika. Vendar pa je 10. februarja 2025 Iohannis napovedal svoj odstop s položaja , da "ne bi razdelil Romunije". Odločitev je sledila predlogu opozicije, da bi Iohannisa odstavili. Mandat mu je uradno prenehal 12. februarja 2025. Nasledil ga je predsednik senata Ilie Bolojan, ki je opravljal funkcijo vršilca dolžnosti do romunskih predsedniških volitev leta 2025. Na njih je bil za novega predsednika izvoljen prozahodni kandidat, župan Bukarešte Nicusor Dan.

## Zasebno
Je prvi romunski predsednik, ki prihaja iz etnične manjšine. Je četrti predsednik nemškega porekla iz Vzhodne Evrope v postkomunističnem obdobju, po Rudolfu Schusterju (Slovaška) ter Ferencu Mádlu in Pálu Schmittu (Madžarska). Od leta 1989 je poročen s etnično Romunko Carmen Iohannis, učiteljico angleščine na Gheorghe Lazăr National College v Sibiuu, s katero nimata otrok. Klaus je visok 1,92 metra. Je tudi član Evangeličanske cerkve augsburške veroizpovedi v Romuniji, nemško govoreče luteranske cerkve v Transilvaniji.
Poleg materne nemščine in romunščine Iohannis tekoče govori tudi angleško in nekaj znanja francoščine. Prvotno nemško črkovanje njegovega imena je Johannis, vendar je ime romunski uradnik registriral kot Iohannis na njegovem rojstnem listu.